# 玛丽亚·科里纳·马查多
玛丽亚·科里纳·马查多·帕里斯卡（西班牙語：María Corina Machado Parisca，西班牙語發音：[maˈɾia koˈɾina maˈtʃaðo paˈɾisca]；1967年10月7日—），委内瑞拉反对派政治家，2011年至2014年当选委内瑞拉全国代表大会代表，曾参加2012年委内瑞拉总统选举初选，2018年入选BBC巾帼百名。现为反对派联盟民主统一纲领的领袖。